# Conaing mac Amalgado
Conaing mac Amalgado (mort 742) est un roi de Brega issu du Uí Chonaing sept de Cnogba (Knowth) du Síl nÁedo Sláine une lignée des Uí Néill du sud. Il est le fils d'Amalgaid mac Congalaig (mort en 718), un précédent roi  Il règne de 728 à 742.
Le Síl nÁedo Sláine s'est enfoncé dans une période de rivalité et de guerre civile entre les septs Uí Chonaing et Uí Chernaig tous deux du sud Brega. Le père de Conaing, Amalgaid a été tué lors de la bataille de Cenannas (près de Kells) contre Conall Grant mac Cernaig (mort en 718) du sept rival. Les annales relèvent la mort de  Cathal mac Néill des Uí Chernaig en 729 mais
sans en évoquer les circonstances. En 737 la bataille de Lía Ailbe in Mag nAilbe (Moynalvy ,Comté de Meath) oppose les deux septs, Conaing est victorieux et Cathal mac Áeda et Cernach mac Fogartaig du sept rival sont défaits et Cathal est tué. En 738 Cernach est tué par ses propres partisans.
En 742 Conaing est étranglé. Les Annales de Tigernach avancent que l'ordre a été donné par l'Ard ri Erenn Áed Allán (mort en 743) du Cenél nEógain. Il est mentionné comme roi de  Ciannachta (rí Ciannachta) (latin :regis Ciannachte) lors de son obit.
Les deux fils de Conaing Congalach mac Conaing (mort en 778) et Diarmait mac Conaing (mort en  786) seront également rois de 
Brega.